# Ramona Neubert
Ramona Neubert (Pirna, 26 de julho de 1958) é uma ex-atleta alemã especializada no heptatlo, modalidade da qual foi a primeira campeã mundial no Campeonato Mundial de Atletismo de 1983, disputado em Helsinque, Finlândia. Entre 1981 e 1983 ela quebrou quatro vezes o recorde mundial desta modalidade.